# Крейдянка (Купянский район)
Крейдя́нка (укр. Крейдянка) — село в Ольховатской сельской общине Купянского района Харьковской области Украины.
Код КОАТУУ — 6321484511. Население по переписи 2001 г. составляет 7 (3/4 м/ж) человек.

## Географическое положение
Село Крейдянка находится в 1 км от границы с Россией, в 2-х км от села Рубленое, рядом балка Плотвянка.
По селу протекает персыхающий ручей Плотва (ручей), на котором сделана запруда.

## Происхождение названия
На территории Украины 2 населённых пункта с названием Крейдянка.

## История
- 1746 — дата основания.
- До 17 июля 2020 года село входило в Рубленский сельский совет, Великобурлукский район, Харьковская область.